# Сведение цветов
Сведение цветов — процедура совмещения цветоделённых изображений в фотографии, полиграфии, телевизионной аппаратуре.

## В полиграфии
В многоцветной печати (CMYK или с использованием пантонов) возникает проблема совмещения на оттиске фрагментов, напечатанных разными красками (в разных секциях печатной машины или разными прогонами через машину). Метод маскирования дефекта несведения цветов (выражащегося в возникновении неокрашенных узких полос вдоль линии стыковки цветов) заключается в треппинге — искусственном изменении очертаний объектов (как правило, расширение более светлого в сторону более тёмного для создания зоны перекрытия). Треппинг может быть выполнен как автоматически многими программами дизайна и вёрстки или растровыми процессорами (RIP) при выводе цветоделённых плёнок или форм, так и вручную (наиболее применимо в случае использования неочевидного порядка наложения красок, сочетания в одном оттиске прозрачных и кроющих красок, белил и т. д.). Простейшим случаем треппинга является запечатка чёрным (Black Overprint), когда объекты, которые должны печататься чёрным цветом (например, текст), воспроизводятся непосредственно по фону, без выворотки. В силу большей интенсивности чёрной краски результат такого наложения будет тоже близок к чёрному и позволит избежать возникновения белых ореолов вокруг таких объектов.

## В цветных CRT-проекторах

Типичный результат работы CRT-проектора в исходном, неоткорректированном состоянии. Требуется электронная коррекция формы отклоняющих напряжений для синего и красного кинескопов

Из-за наличия физически разных трёх проекционных систем, участвующих в создании
изображения, при отсутствии специальных мер по сведению цветов изображение на экране выглядело примерно так, как показано на рисунке.